# 努赫
努赫（？年—？年），又名作努黒，富察氏，滿洲鑲黃旗人，清朝政治人物。

## 生平
康熙三十三年（1694年）六月十六日，以詹事府少詹事充日講起居注官。
三十五年（1696年）七月十四日，擢都察院左副都御史。
三十六年（1697年）二月，康熙帝出師寧夏，努赫受命與大學士伊桑阿、領侍衛內大臣索額圖、公佟國維、公福善、內大臣明珠、公長泰、尙書席爾達、侍郎哈雅爾圖、安布祿、學士黃茂、護軍統領嵩祝、孫渣齊、蘇丹、托倫、前鋒統領碩鼐隨從出征。五月十八日，改禮部右侍郎。五月二十七日，轉禮部左侍郎。七月二十一日，以禮部左侍郎充經筵講官。
三十七年（1698年）十一月二十四日，降調光祿寺卿。
三十八年（1699年）十月初八日，復升禮部右侍郎，仍兼光祿寺卿。
四十年（1701年）正月二十六日，以「素無品行」遭到革職。

## 家族及關連
富察善屬鑲黃旗滿洲沙濟富察氏第八世。
- 祖父：達爾漢，官至步軍營步軍校。
- 父：瓦漢。
- 努赫為獨子，無兄弟。
- 有八子：
  - 洪濟（公濟），官筆帖式。
  - 福顯（富顯），官員外郎。
  - 五格。
  - 六格。
  - 八格，官筆帖式。
  - 福隆阿。
  - 托鈕。
  - 福敦。